# 关东学园大学
关东学园大学（日文：／ Kantō Gakuen Daigaku）是一所位于日本群马县太田市的私立大学。

## 历史
前身为1924年由松平濱子建立的关东高等女学校，当时校舍位于现在的东京都新宿区西新宿。1946年，因校舍在空袭中被烧毁而迁至群马县馆林市。
关东学园大学于1976年开办，设有经济学部经济学科。1981年，增设经营学科与大学院经济学研究科。1990年设立法学部法律学科并于1994年开设大学院法学研究科。
大学院法学研究科于2009年停止接收新生，次年法学部同样停止招生。经济学研究科则从2014年起不再招生。

## 教育

### 学部
- 经济学部
  - 经济学科
  - 经营学科